# Deserto Dipinto (Stati Uniti d'America)
Il Deserto Dipinto (in inglese Painted Desert) è un'ecoregione desertica di calanchi degli Stati Uniti nei pressi dei Four Corners che corre dall'estremità orientale del Parco nazionale del Grand Canyon verso sud-est sino al Parco nazionale della foresta pietrificata. È facilmente accessibile dalla parte settentrionale da quest'ultima area protetta. Tale deserto è noto per i suoi colori brillanti e accesi, che comprendono non solo il rosso, comune anche in altre regioni americane, ma anche sfumature di arancione e giallo.

## Storia
Il Deserto Dipinto è così chiamato per via di una spedizione guidata da Francisco Vázquez de Coronado nella sua ricerca del 1540 per trovare le Sette Città di Cibola, che lui raggiunse quasi 100 km a est del Parco Nazionale della Foresta Pietrificata. Scoprendo che le città non erano fatte d'oro, Coronado decise di avviare una spedizione per "scoprire" il fiume Colorado. Essendosi assai stupiti delle sfumature che il deserto da loro attraversato offriva ai loro occhi, decisero di rinominare l'area in El Desierto Pintado ("Il deserto dipinto").
Gran parte del deserto che rientra nel Parco della foresta pietrificata è protetto, l'ecosistema è ben preservato: gli spostamenti di mezzi motorizzati sono limitati. Sebbene il cuore del Painted Desert non sia facilmente raggiungibile, nel parco è possibile partecipare ad escursioni sia di breve che di lunga durata tra le alture e le vallate. Il Deserto Dipinto prosegue verso nord nella Riserva Navajo, dove è consentito circolare con fuoristrada.

## Geologia
Il deserto è composto da faglie stratificate di siltite, argillite e shale di formazione Chinle del Triassico. Questi strati di roccia facilmente soggetti ad erosione sono perlopiù formati da ferro e manganese, i due metalli che causano la così accesa colorazione dei pigmenti della regione. Sottili strati di roccia calcarea e piroclastica formano i mesa del deserto. Numerosi strati di silice e cenere vulcanica si sono verificati nel periodo Chinle e hanno contribuito a costituire e preservare la foresta fossile dell'area. L'erosione di questi strati ha portato poi alla formazione dei calanchi oggi visibili.

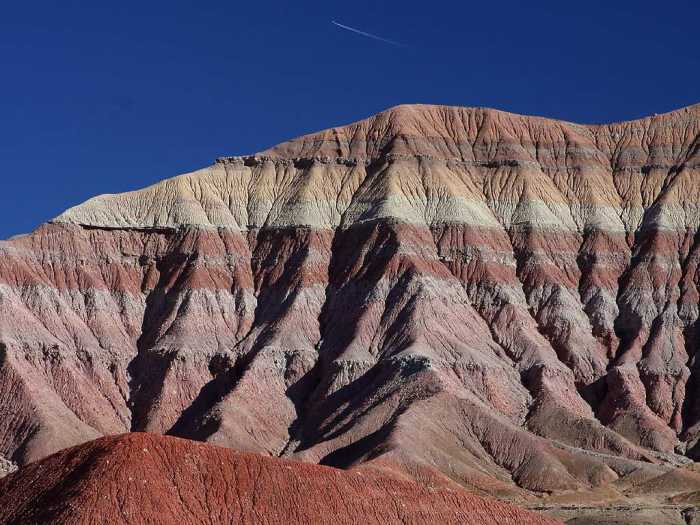
Le fasce di colore grigio e rosso sull'altura sono tipiche su diverse cime del Painted Desert

Vento, acqua ed erosione del suolo hanno e continuano a cambiare la fisionomia del paesaggio. Un assortimento di piante e animali fossili preistorici sono stati rinvenuti nella regione: le scoperte paleontologiche e storiche più celebri riguardano tracce di dinosauri e prove della presenza di umani in epoche lontane.

## Geografia
Il deserto si estende dal Grand Canyon in direzione sud-est per circa 240 km fino ad Holbrook, dalla foresta pietrificata alla punta meridionale del Defiance Plateau. Il limite meridionale è rappresentato poi dai fiumi Little Colorado e il suo affluente Puerco, mentre il limite settentrionale è formato dalle propaggini meridionali dell'Altopiano del Colorado e dalla Black Mesa. La larghezza varia da 25 a 80 km e la superficie totale e l'altitudine varia da 1.370 a 1.980 m s.l.m.
Tra sud-ovest e sud si trova l'altopiano di Mogollon: sempre a meridione è situata la Mogollon Rim, punto che segna il limite nord dello stato dell'Arizona.
La forte ombra pluviometrica del Mogollon Rim, ha contribuito a rendere desertico il clima (come da classificazione dei climi di Köppen) della regione nota come Painted Desert: l'escursione termica tra giorno e notte è molto intensa (circa 20 gradi Celsius di differenza) in tutti i mesi dell'anno. Le estati sono calde e secche e gli inverni freddi, anche se praticamente senza neve. Le precipitazioni annuali sono le più basse del nord dell'Arizona e in molti luoghi sono persino inferiori a quelle di Phoenix.